# Wilhelm Weitling

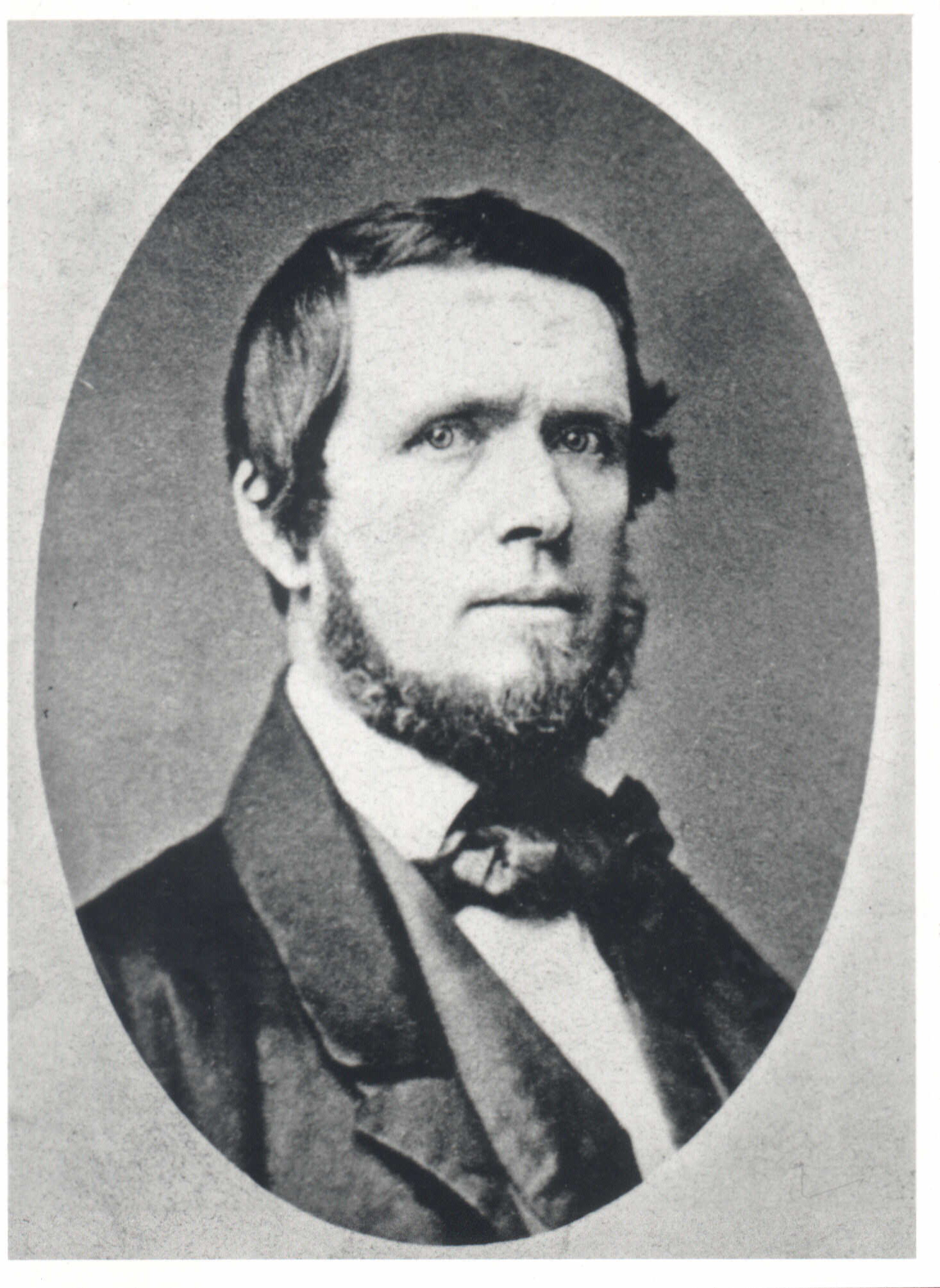
Wilhelm Weitling (Foto um 1870–1871)

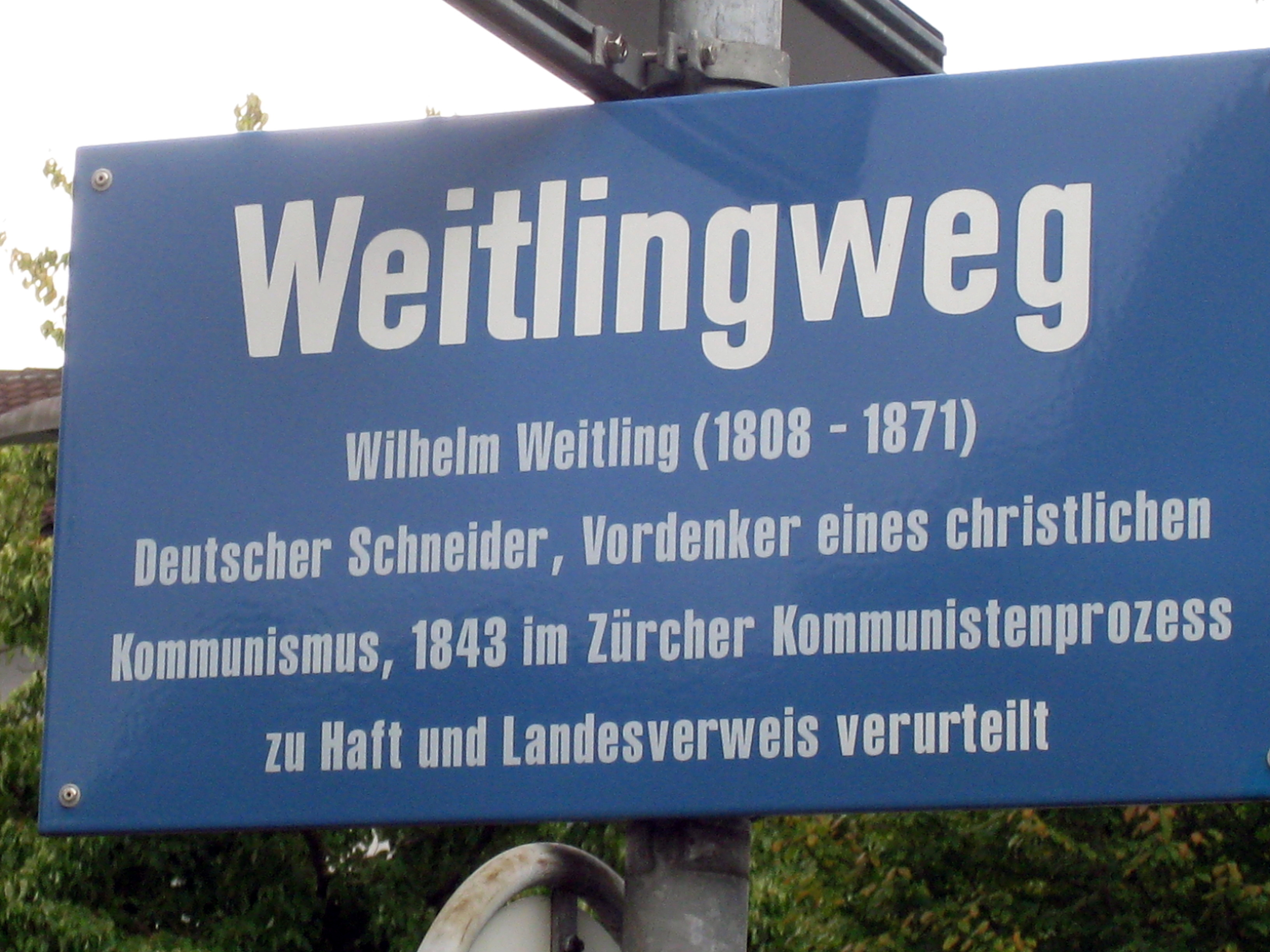
Weitlingweg in Zürich-Wollishofen

Wilhelm Christian Weitling (* 5. Oktober 1808 in Magdeburg; † 25. Januar 1871 in New York City) war ein deutscher Theoretiker des Kommunismus. Er war Frühsozialist mit christlichen Überzeugungen und gilt als erster deutscher Theoretiker des Kommunismus. Er initiierte den Bund der Gerechten, welcher als Vorläufer und Keimzelle der späteren sozialistischen und kommunistischen Parteien Europas und der Welt gilt.

## Leben
Wilhelm Weitling war das uneheliche Kind des Dienstmädchens Christiane Weitling, deren Vorfahren im 17. und frühen 18. Jahrhundert mit einem Handgut in Gleina belehnt waren. Sein Vater soll nach späterer mündlicher Überlieferung ein französischer Besatzungsoffizier namens Guillaume Terijon gewesen sein, der angeblich in Russland fiel; diese Vaterschaft ist allerdings sehr zweifelhaft. Er wuchs in ärmlichen Verhältnissen auf.
Im Alter von 20 Jahren verließ Weitling seine Heimat, um sich dem Militärdienst zu entziehen. Als sich die Kunde von der Julirevolution verbreitete, führte dies auch zu einigen Unruhen in Sachsen. Er veröffentlichte dabei einige radikale Artikel in der Leipziger Zeitung.
Weitling war von Beruf Schneidergeselle und schloss sich 1836 in der französischen Emigration in Paris dem Bund der Geächteten an. Dieser Bund war eine Vereinigung vor allem deutscher Handwerksgesellen. Sie waren wegen ihrer demokratisch-revolutionären Gesinnung in den reaktionären Staaten des Deutschen Bundes politisch verfolgt worden und lebten in Frankreich im Exil. Ideologisch standen sie in der Tradition des französischen Frühkommunisten Gracchus Babeuf und dessen Revolutionstheorien, wie sie durch die Schriften des Italieners Filippo Buonarroti überliefert worden waren. Über Kontakte mit umherziehenden Wandergesellen verbreitete der Bund seine Ansichten im deutschsprachigen Raum.
Unter der Führung Weitlings spaltete sich 1836 eine große Gruppe vom Bund der Geächteten ab und nannte sich fortan Bund der Gerechten. Inhaltlich drückte dies eine Hinwendung zur sozialen Agitation und eine Abwendung von der Verschwörertaktik aus. Der Bund der Gerechten verlegte 1839 seinen Sitz von Paris nach London, nachdem ein Aufstandsversuch gegen die französische Julimonarchie unter Bürgerkönig Louis Philippe gescheitert war. In London wurde die Organisation zunehmend von Karl Marx und Friedrich Engels beeinflusst. 1847 wurde der Bund der Gerechten in Bund der Kommunisten umbenannt.

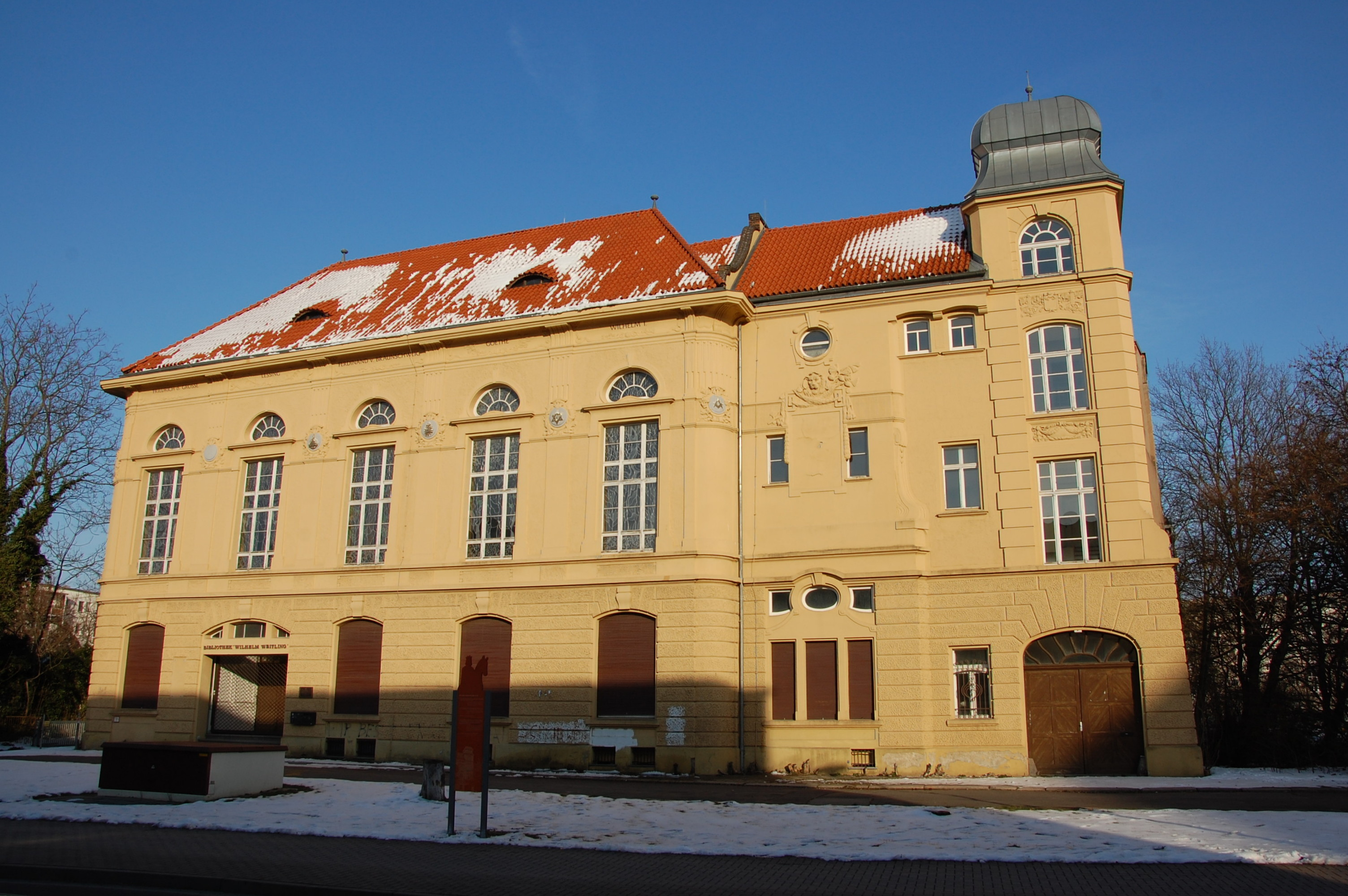
Logenhaus Ferdinand zur Glückseligkeit in der Magdeburger Weitlingstraße, Türaufschrift „Bibliothek Wilhelm Weitling“

Zwischen 1841 und 1844 unternahm Weitling von Paris aus und im Auftrag des Bundes der Gerechten eine Reise durch die Schweiz. Er besuchte dort mehrere Handwerkervereine, die er zum Kampf ermunterte. Daneben war Weitling als Herausgeber, Schriftsteller und Schneider tätig. Über seinen Waadtländer Bekannten Louis-Henri Delarageaz kam er indirekt in Kontakt mit Pierre-Joseph Proudhon. In Vevey ließ er sein theoretisches Hauptwerk Garantien der Harmonie und Freiheit drucken. In Zürich wurde er verhaftet und zehn Monate inhaftiert. Es gelang ihm jedoch, das Manuskript des Evangelium des armen Sünders zu retten. Die Schrift erschien 1845 in Bern. Nach seiner Entlassung wurde er aus der Schweiz ausgewiesen. In Schaffhausen, an der deutschen Grenze, wurde er von deutschen Beamten in Gewahrsam genommen und nach Magdeburg geschickt, wo er von der Polizei festgehalten wurde, weil er zuvor geflüchtet war, um dem Militärdienst zu entgehen. Er wurde untersucht, für den Militärdienst körperlich für ungeeignet erklärt und freigelassen. Von da aus reiste er dann nach Hamburg und London weiter.
Weitling propagierte eine These des kommunistischen Klassenkampfs. Er wandte sich ab von den Ideen der französischen Utopisten, der humanitären Frühsozialisten Saint-Simon und Charles Fourier, die in Frankreich die Genossenschaftsbewegung vertraten. Weitling sah in den Interessen der Arbeiterschaft und denen des Bürgertums einen unvereinbaren Widerspruch. Er forderte nicht nur eine politische, sondern auch eine soziale Revolution, in der es zu einer Umwälzung der herrschenden Einkommensverhältnisse kommen sollte, für Weitling die wesentliche Voraussetzung der Befreiung der Arbeiterklasse. Er setzte sich für die politische Aufklärung der Arbeiter ein, um im Proletariat die Bedingungen für einen selbständigen Kampf der Arbeiter für ihre eigenen Interessen zu schaffen.
Im Jahr 1846 lernte Weitling Karl Marx und Friedrich Engels kennen. Weitling und Marx gerieten mit ihren Führungsansprüchen aneinander und hatten unterschiedliche Auffassungen über eine Revolution. Es kam daraufhin zum Bruch mit Marx und Weitlings Anhänger wurden aus dem Bund der Kommunisten ausgeschlossen. Weitling reiste daraufhin nach New York und kehrte erst im Zuge der Revolution 1848 nach Deutschland zurück, wo er „aber nur eine unbedeutende Rolle“ spielte und daher schon Ende 1849 in die USA zurückkehrte. Hier verlegte er zwischen 1850 und 1855 die Zeitschrift Republik der Arbeiter und gründete den Deutschen Arbeiterbund New York / German Workingsmen’s League. Im Jahre 1851 begab sich Wilhelm Weitling in die Kolonie Communia in Clayton County Iowa, die 1847 von Heinrich Koch gegründet worden war. Er investierte die Mittel aus seinem Deutschen Arbeiterbund New York/ German Workingmen’s League und ließ sich als Verwalter von Communia wählen. Communia bestand im Kern aus ehemaligen Mitgliedern der früheren 1845 gescheiterten utopistischen Kolonie New Helvetia von Andreas Dietsch in Osage County, Missouri. Ende 1851 schloss sich die nun unter Wilhelm Weitling sozialistische Kolonie Communia in Iowa dem Deutschen Arbeiterbund an – und riss ihn drei Jahre später in den finanziellen Ruin. Weitling scheiterte als Verwalter und ab 1854 löste sich Communia in Hass und Zwietracht auf. Mit Gerichtsentscheid wurde Communia aber erst 1864 liquidiert.
Weitling, der in den USA im Jahre 1854 die Deutsche Karoline Toedt heiratete, zog sich 1855 zurück und arbeitete fortan in New York wieder in seinem Beruf als Schneider.
In der Weitling-Forschung ist – nicht zuletzt durch die Kampfschriften von Karl Marx – sein „geschichtlicher Rang unklar und umstritten“. „Das Weitling-Bild wird von dem Problem berührt: Ist Weitling ein Vorläufer des Marxismus, dessen Johannes der Täufer sozusagen, oder repräsentiert er eine nicht zum Zuge gekommene Spielart des vormärzlichen Kommunismus?“ Schäfer vertritt die These, dass Weitling „der erste deutsche Arbeitertheoretiker und Agitator von einiger Wirkung – bis in die sechziger Jahre des 19. Jahrhunderts hinein – “ gewesen sei.

## Werke

Wilhelm Weitling: Garantien der Harmonie und Freiheit. 2. Auflage. Vivis 1845

Wilhelm Weitling: Die Menschheit. Wie Sie ist und wie sie sein sollte. 2. Auflage. 1845

- Die Menschheit. Wie sie ist und wie sie sein sollte. 1838/39 (marxists.org).
  - Die Menschheit. Wie sie ist und wie sie sein sollte. 2. Auflage, Jenny Sohn, Bern 1845. MDZ
- Der Hülferuf der deutschen Jugend. Lfg.1-4 (1841-43). Die junge Generation.  (Januar 1842 bis Mai 1843). Herausgegeben und redigiert von einigen deutschen Arbeitern. Reprint (erstmals mit Angabe des im Original fehlenden Namens Weitling auf einem modernen Gesamt-Titelblatt) Zentralantiquariat der DDR, Leipzig 1972; Digitalisat dieses Reprints: HathiTrust Digital Library
- Garantien der Harmonie und Freiheit. 1842 archive.org
  - 2. Auflage. Selbstverlag, Vivis 1845. ETH-Bibliothek
- Kerkerpoesien. Hoffmann und Campe, Hamburg 1844. MDZ
- Das Evangelium eines armen Sünders. Jenni Sohn, Bern 1845. ETH-Bibliothek
  - Evangelium der armen Sünder. 4. Auflage, New York 1854. books.google.com.
- Ein Nothruf an die Männer der Arbeit und der Sorge, Brief an die Landsleute. J. Uhl, New-York 1847.
- Der Urwähler. Organ des Befreiungs-Bundes. Rudolph Liebmann, Berlin 1848. Bayerische Staatsbibliothek
- Die Republik der Arbeiter.New York 1950 bis 1855. Reprint Topos Verlag, Vaduz 1979
- Der bewegende Urstoff in seinen Kosmo-electro-magnetischen Wirkungen ein Bild des Weltalls. Den Akademien der Wissenschaften hochachtungsvoll zur Prüfung vorgelegt. New York 1856. MDZ
  - Der bewegende Urstoff. In seinen kosmo-elektro-magnetischen Wirkungen (= Christentum und Sozialismus 5). Hrsg. von Ernst Barnikol. Walter N. Mühlau, Kiel 1931.
- Gerechtigkeit. Ein Studium in 500 Tagen; Bilder der Wirklichkeit und Betrachtungen des Gefangenen (= Christentum und Sozialismus 2) Erstausgabe von Ernst Barnikol. Walter M. Mühlau, Kiel 1929.
- Theorie des Weltsystems (= Christentum und Sozialismus. 4). Walter M. Mühlau, Kiel 1931.
- Klassifikation des Universums. Eine frühsozialistische Weltanschauung; nebst Anhang: Weitlings „Adreßbuch“ und Hamburger Versammlungsreden 1848–49 (= Christentum und Sozialismus 3). Walter M. Mühlau, Kiel 1931.
- Grundzüge einer allgemeinen Denk- und Sprachlehre. Hrsg. und eingeleitet von Lothar Knatz. Lang, Frankfurt am Main 1991, ISBN 3-8204-8421-3.

## Zitat
„Die Namen Republik und Konstitution,
So schön sie sind, genügen nicht allein;
Das arme Volk hat nichts im Magen,
Nichts auf dem Leib und muß sich immer plagen;
Drum muß die nächste Revolution,
Soll sie verbessern, eine soziale sein.“